# Panicum elegantissimum
Panicum elegantissimum är en gräsart som beskrevs av Joseph Dalton Hooker. Panicum elegantissimum ingår i släktet vipphirser, och familjen gräs. Inga underarter finns listade i Catalogue of Life.